# Брунате
Брунате (итал. Brunate) је насеље у Италији у округу Комо, региону Ломбардија.
Према процени из 2011. у насељу је живело 1679 становника. Насеље се налази на надморској висини од 711 м.

## Становништво
| 1931. | 1936. | 1951. | 1961. | 1971. | 1981. | 1991. | 2001. | 2011. |
| ----- | ----- | ----- | ----- | ----- | ----- | ----- | ----- | ----- |
| 806   | 845   | 1.861 | 1.697 | 1.585 | 1.734 | 1.761 | 1.730 | 1.766 |